# 汉斯-沃尔夫冈·赖因哈德
汉斯-沃尔夫冈·赖因哈德（Hans-Wolfgang Reinhard，1888年12月11日—1950年10月6日）是德意志國防軍的一位将官，曾获颁騎士鐵十字勳章以及擔任第35步兵師師長。